# 火皿

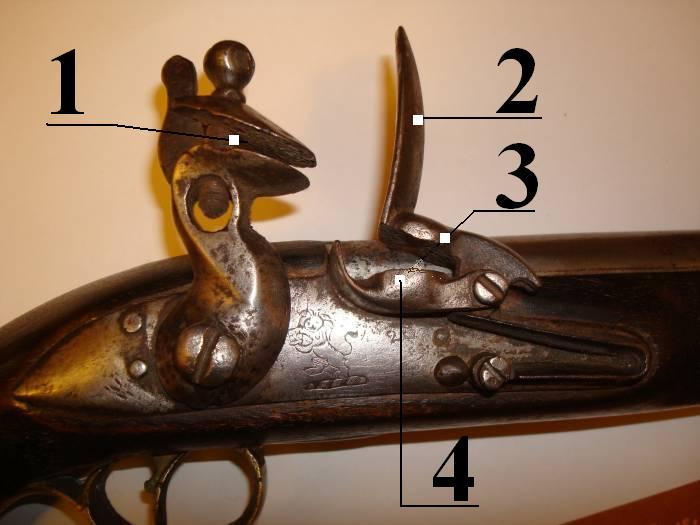
フリントロック式の点火機構。3が火蓋、4が火皿。なおこの場合、火蓋は打ち金(2)と一体化しているため、発射準備作業では「火蓋を閉じる」ことが必須である。フリントロック式#仕組みを参照

火皿（ひさら、英語：Flash pan）とは、火縄銃（マッチロックガン）や燧石式銃（フリントロック式）の銃身薬室側面に張り出したように付けられた点火用の口薬を盛るための皿状の部位のこと。
火皿に盛った口薬（火薬）に間違って火種が接触しないように火皿を覆う蓋「火蓋（ひぶた）」があり、発射準備をおこなうことを慣用句で「火蓋を切る」という。